# Белый дикарь
«Белый дикарь» — приключенческий рассказ Александра Беляева о легендарном человекообразном гоминоиде (снежном человеке), одно из первых произведений писателя. Впервые опубликован в 1926 году.

## История
В 1923 году Беляев переехал из Ялты в Москву, где жил в небольшой тёмной и сырой комнатке в Лялином переулке. Именно здесь появились его первые литературные произведения, такие как «Голова профессора Доуэля» или «Белый дикарь». Рассказ «Белый дикарь» был впервые опубликован в журнале «Всемирный следопыт» (1926, № 7). Рассказ родился из заметки в газете «Известия» о первобытном человеке, якобы обнаруженном в Гималаях.

## Сюжет
Париж. Богатый промышленник, прогуливаясь с женой Клотильдой и племянником в Латинском квартале, сталкивается со странным молодым человеком, сорвавшим со шляпки Клотильды птичку и разорвавшим её. Позже выясняется, что профессор Линкорн в экспедиции на Гималаях обнаружил первобытного человека. Профессору удалось случайно спасти его от медведя и привезти в Европу. Клотильда решает цивилизовать Адама, как назвал дикаря профессор. Удачи в обучении Адама языку, правилам приличного поведения и даже управлению автомобилем чередуются со скандалами в театре, где тот спасает Дездемону от Отелло, и на торжественном вечере. Адам сбегает с племянником промышленника, прячется от полиции, но, в конце концов, схвачен полицией. В заточении он умирает от скоротечной чахотки, а скелет необыкновенного дикаря помещён в музее с надписью Homo Himalajus.

## Персонажи
- Бернард де Труа — богатый промышленник, «шёлковый король»
- Клотильда — жена Бернарда де Труа
- Анатоль — подросток, племянник де Труа
- Август Линкорн — профессор Сорбонны на кафедре археологии и палеонтологии
- Адам — дикарь, обнаруженный и привезённый Линкорном из Гималаев